# Croton vergarenae
Espèce
Croton vergarenae est une espèce de plantes à fleurs du genre Croton et de la famille des Euphorbiaceae, présente dans l'État vénézuélien du Bolívar.
Elle a pour synonymes :
- Julocroton vergarenae Jabl.